# دهستان مریدان
دهستان مریدان نام دهستانی در بخش کومله شهرستان لنگرود، استان گیلان در ایران است. براساس سرشماری مرکز آمار ایران در سال ۱۳۸۵، جمعیت آن ۵۵۳۲ نفر (۱۶۳۳ خانوار) بوده‌است.